# Rauhenstein (Auerbach)
Rauhenstein war einst ein Ortsteil der Oberpfälzer Stadt Auerbach in der Oberpfalz in Bayern.

## Lage
Die abgegangene Ortschaft befand sich etwa einen Kilometer nördlich von Ranna am Fuß des Kalvarienberges. Südlich befand sich ein Haltepunkt der aufgelassenen Bahnstrecke Ranna–Auerbach (1903–1970). Heute ist das Areal Bestandteil des Naturschutzgebietes Pegnitzau zwischen Ranna und Michelfeld und als Bodendenkmal (D-3-6335-0035, D-5-6335-0012) ausgewiesen.

## Geschichte
Rauhenstein lag in der Nähe der früheren Handelsstraße Nürnberg–Auerbach und war bestimmt durch ein Schloss mit Farbmühle und einem Bronzewerk. Im Jahr 1243 wurde Rauhenstein als Sitz des Ritters Vavelin von Ruinstein erstmals urkundlich erwähnt.
Am 17. Januar 1410 erteilte der Pfalzgraf Johann dem Auerbacher Bürger Heinrich Stromeyer (Stromer von Reichenbach), bei der sogenannten Stockwiese einen neuen Eisenhammer zu errichten. Die jährliche Pacht betrug vier Gulden. Nach dem Tode Heinrich Stromeyers verkauften seine Erben 1427 den Eisenhammer an den Nürnberger Bürger Endres Prünster. Endres Prünster den Betrieb jedoch nicht selbst. Er stellte Hammerschmiede ein. Einer der ersten Schmiede hieß wohl Rauh oder Rauch. Neben Vavelin von Ruinstein könnte aber möglicherweise auch der Schmied namensgebend für den Ort sein. Eine andere Vermutung geht auf das Adjektiv rauh zurück, das haarig, zottig oder struppig bedeutet.
Das Hammerwerk stand abseits und relativ schutz- und wehrlos an der Pegnitz. Der Besitzer und die Betreiber bauten es deshalb zu einem burgähnlichen Gebäude aus. Burgen wurden früher auch Stein genannte. Rauhenstein bedeutet daher möglicherweise, Burg des Rauh oder Burg des Rauch. Zum weiteren Schutz durfte Prünster das Anwesen mit einem Graben umziehen und das Flusswasser der Pegnitz dort umleiten. Der Graben ist heute noch weitestgehend erhalten. 1570 erfolgte der Übergang des Hammerwerkes an das Kloster Michelfeld. 1629 wurde das Werk durch die Franzosen und den Wallonen zerstört. Am 23. Mai 1641 brannte der Hammer vollständig ab. Nach den Steuerbüchern zwischen 1648 und 166 wird er als „öd“ bezeichnet. Aus einem Bericht des Johann German Barbing an den Kurfürst Ferdinand Maria vom 16. Januar 1666 heißt es: Rauchenstein: Ein abgebrannter Blechhammer und Kammergut der Stadt Aurbach, sonst dem Kloster Michelfeld zinsbar. Die Stadt ist zum Wiederaufbau nicht zu bringen, ohngeachtet dieselbe genugsam Mittel hätte und die Wiederherstellung des Hammers jedermann nutzbar wäre.
1700 erbaute die Stadt Auerbach an gleicher Stelle eine Mühle, die 1721 mit einem Hammerhaus und einer Tafernwirtschaft ergänzt wurde. 1733 gelangte der Ort vollständig in die Hand des Klosters Michelfeld. Im Rahmen der Säkularisation erfolgte 1803 die Übergabe in private Hand. 1818 wurde der Ort zusammen mit Pech, Hunger und Lehnershof Teil der neugegründeten Gemeinde Ranna. Im Rahmen der Gebietsreform kam zum 1. Januar 1972 die bis dahin selbständige Gemeinde Ranna nebst der zugehörigen Siedlungen Hunger, Lehnershof, Rauhenstein und Rußhütte zu Auerbach. Aus einem Bericht des Johann German Barbing an den Kurfürst Ferdinand Maria vom 16. Januar 1666 heißt es: Ein Eisenhammer, Bürgermeister und Rat zu Eschenbach angehörig, aber ganz eingefallen und dergestalt eingegangen, daß derselbe lange nicht mehr aufgebaut oder zu „genießen“ sein  wird. Es haben sich zwar Bürgermeister und Rat anerboten, wenn ihnen von gnädigster Herrschaft  das notwendige Bauholz  ohne Waldzins gereicht würde,  denselben allgemach wieder aufzubauen.
Uraltes Kulturland musste von seinen Bewohnern verlassen werden. Der Grund für das Auflösen des Dorfes war die Versorgung der Stadt Nürnberg mit Trinkwasser. Schon lange reichte das Wasser der nahen Haselhofquellen nicht mehr. Es mussten neue Quellen erschlossen werden. Hierfür mussten die Ortschaften Fischstein, Oberbrand, Unterbrand und Rauhenstein abgebrochen werden. Ab 1970 bis 1987 wurden alle zwölf Anwesen abgebrochen und die Bewohner umgesiedelt.
Die Siedlung bestand um 1800 aus acht Häusern und Anwesen, in denen mehr als 70 Menschen wohnten. Das ehemalige Hammerhaus wurde wohl im Jahre 1736 erbaut und im Jahre 1988 abgebrochen. Das Gebäude war vom Bayerischen Landesamt für Denkmalpflege als Baudenkmal (D-3-71-113-108) ausgewiesen.
Heute erinnern an Rauhenstein nur noch eine Wehranlage mit Turbinenhaus und ein Bildstock ein Wanderparkplatz an die aufgelassene Ortschaft an der Pegnitz. 2007 zum früheren Kirchweihfest wurde von ehemaligen Bewohnern eine Gedenktafel vor Ort enthüllt.
2016 wurden im Auftrag des Wasserversorgers N-ERGIE im Bereich der früheren Ortschaft Grabungen durchgeführt. Die Verantwortlichen des Unternehmens wollten wissen, was beim Abbruch im Erdreich verblieben war. Nach einer Erklärung der Pressesprecherin fanden sich Müllablagerungen, unterschiedliche Metallteile und teergestrichene Gruben. Bauschutt und Bauteile aus Metall wurden dabei entsorgt. Im Rahmen dieser Erdarbeiten wurden auch bodenkundliche Untersuchungen durchgeführt. Die Forschungen zeigten, welch großes und historisch bedeutendes Potential solche mittelalterliche Montanstandorte im Raum Auerbach-Sulzbach-Amberg hatten.

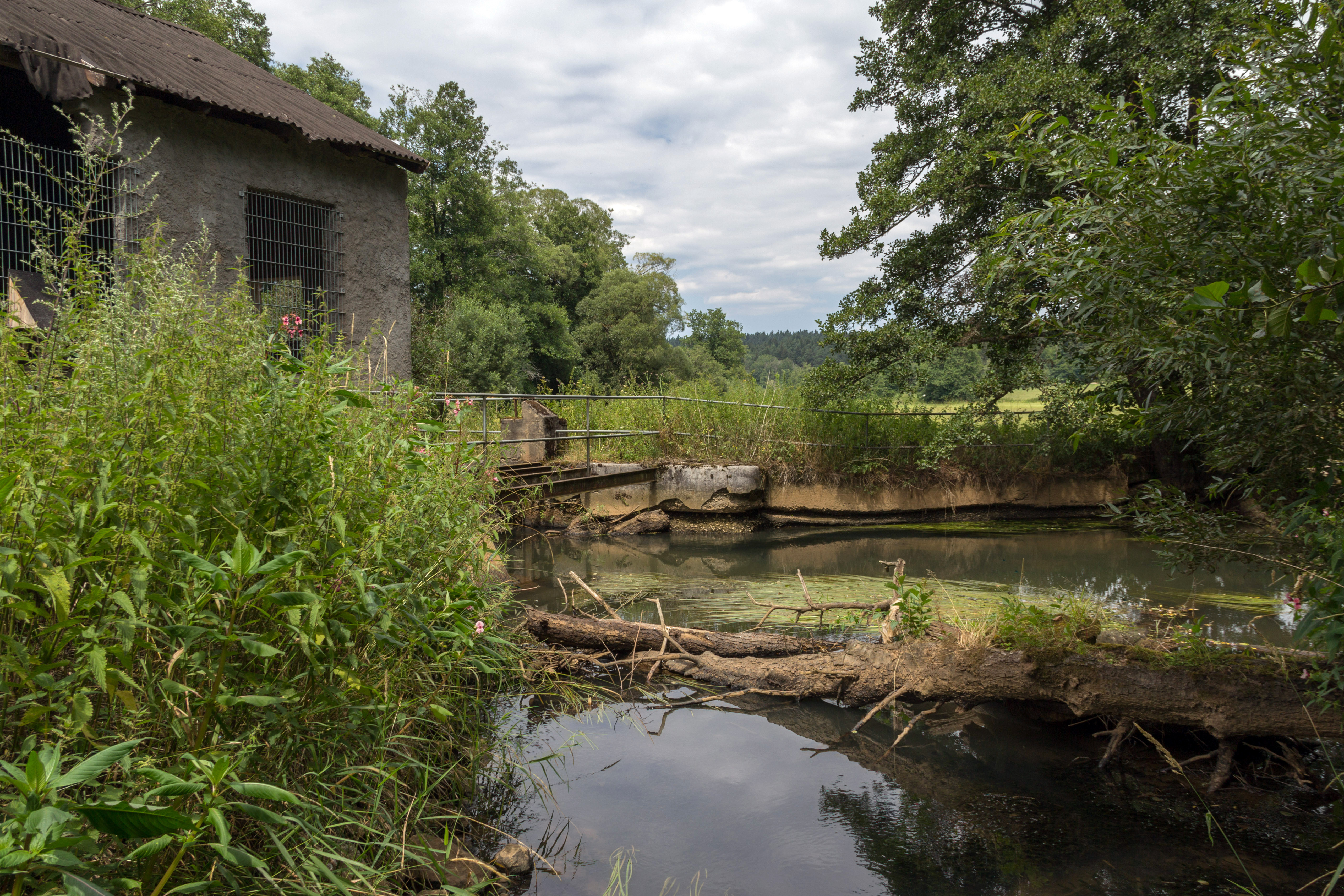
Wehranlage mit Turbinenhaus an der Pegnitz, 2015
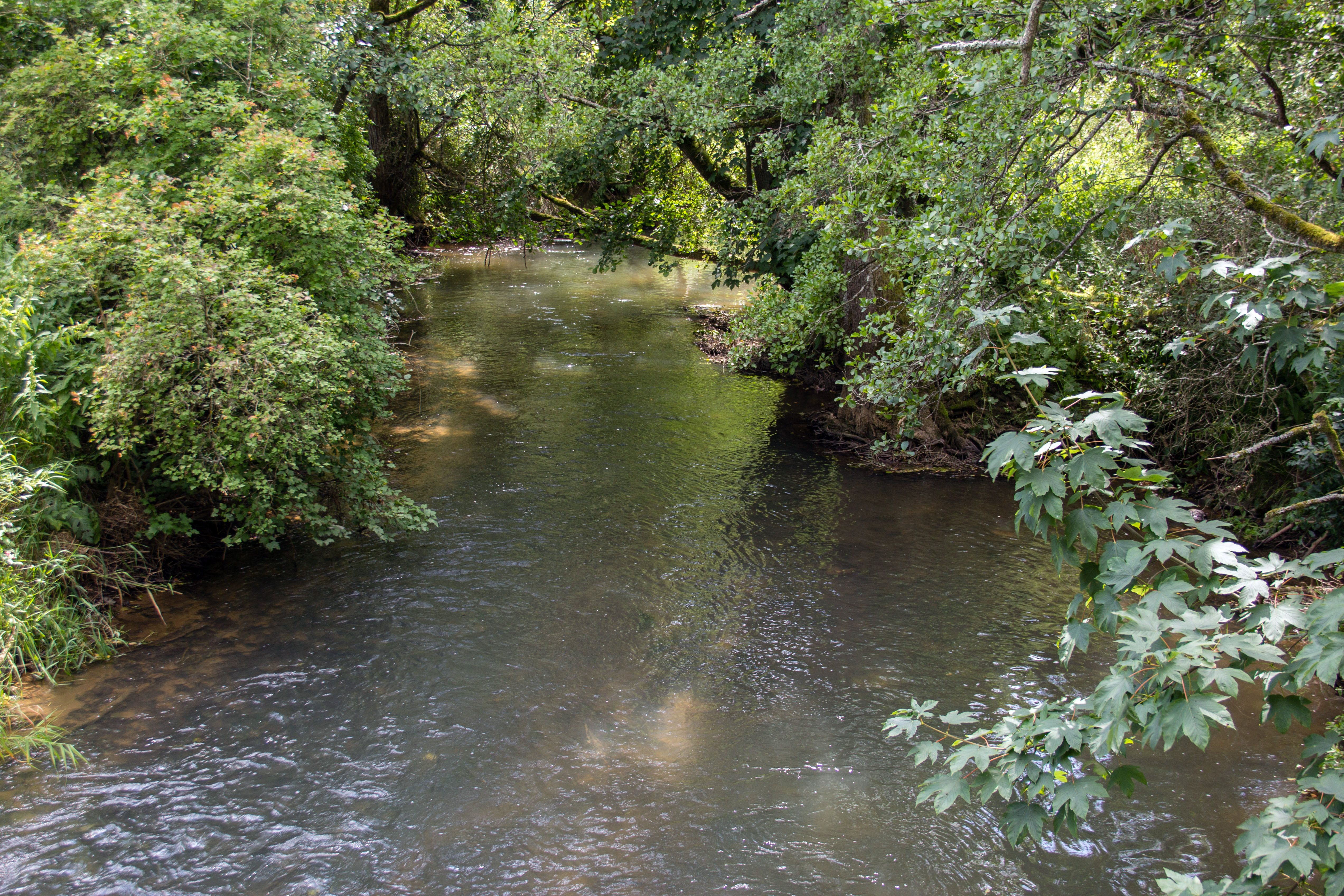
Die Pegnitz bei Rauhenstein
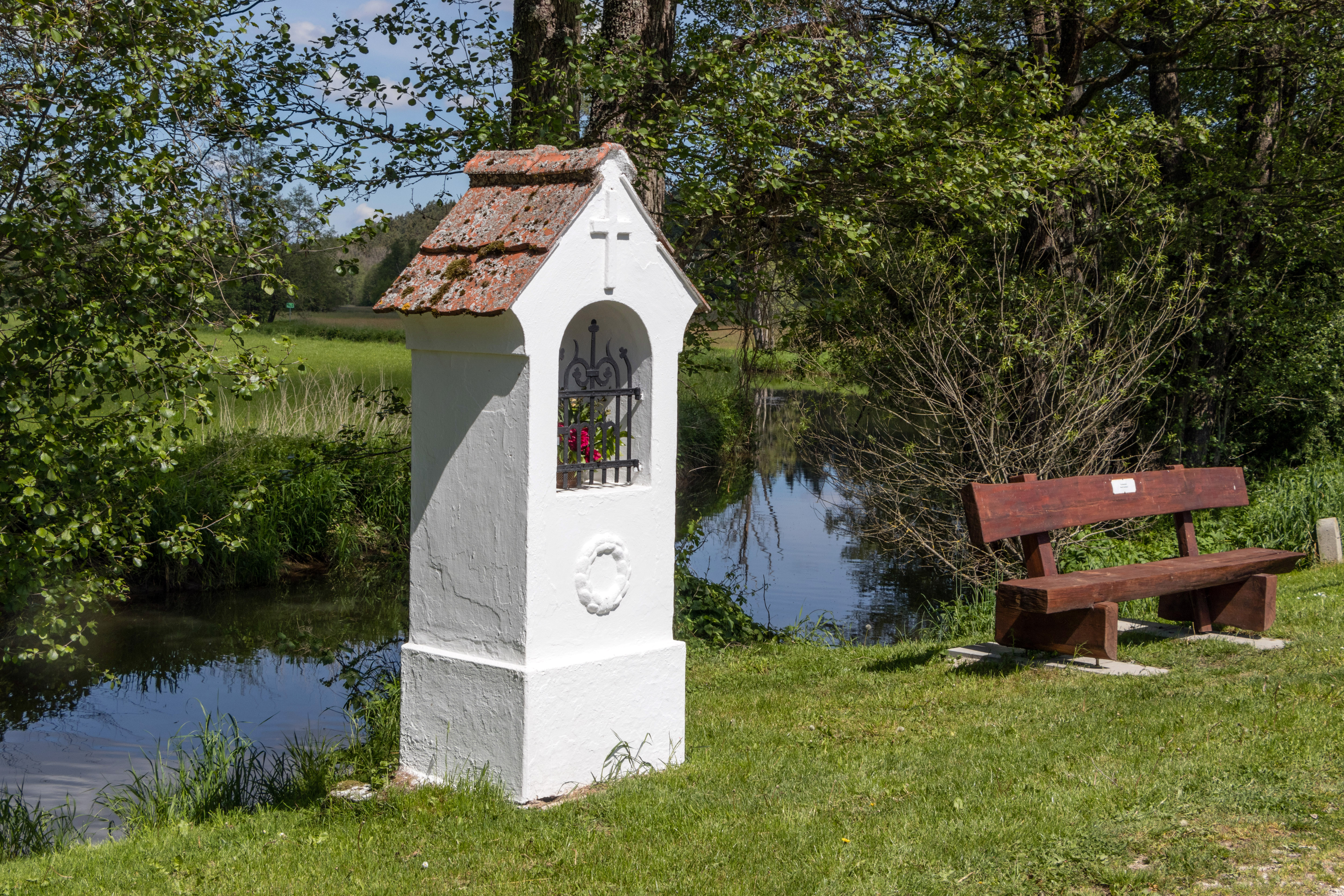
Ein Materl an der Pegnitz, 2019
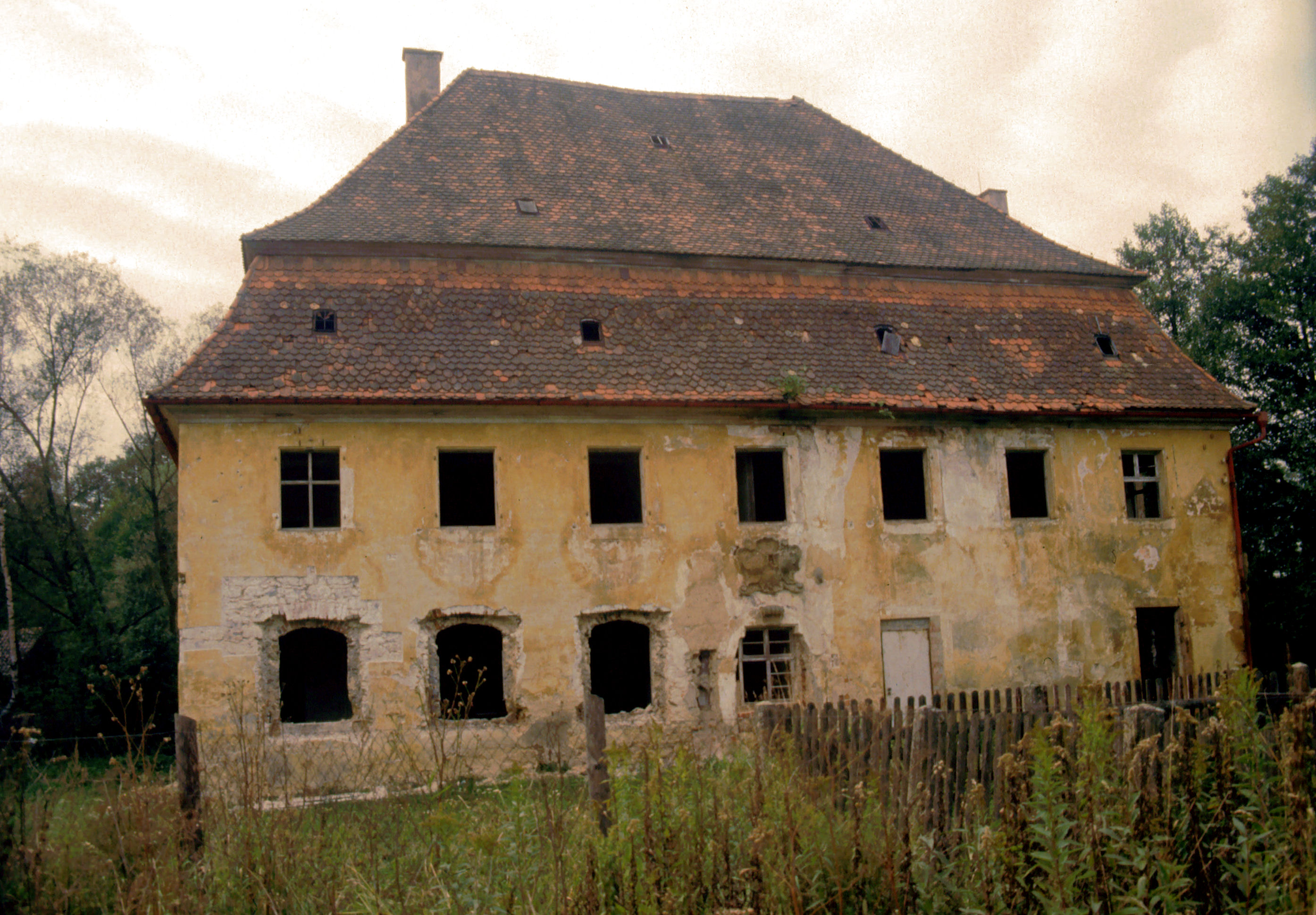
Das abgebrochene Hammerhaus um 1987
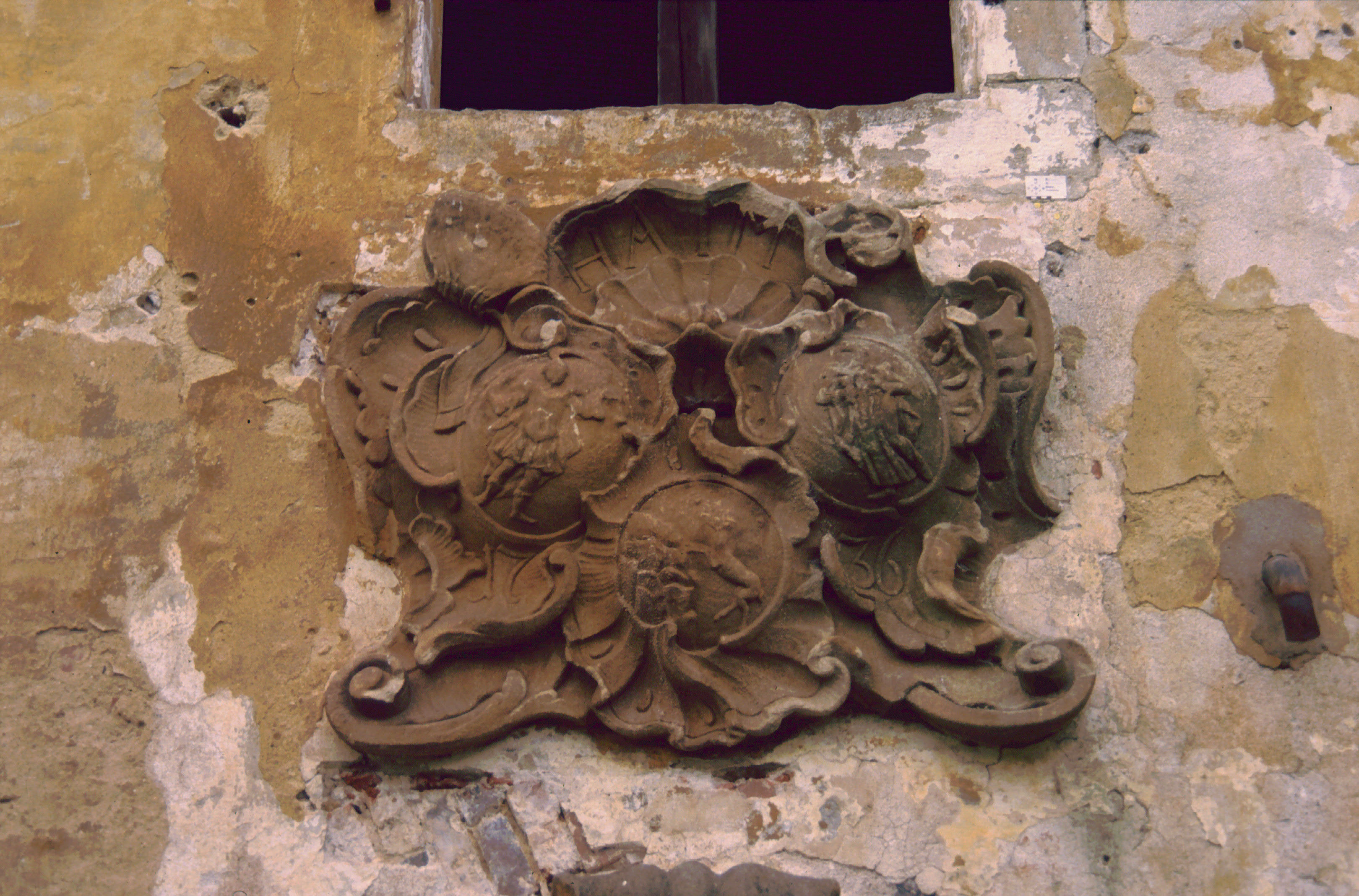
Klösterliches Wappen des Abtes Heinrich Hader (1736) am ehemaligen Hammerhaus um 1987